# Montesquieu-des-Albères

Localización de Montesquieu-des-Albères en el Rosellón.

Montesquieu-des-Albères (en catalán Montesquiu d'Albera) es una localidad y comuna francesa situada en el departamento de Pirineos Orientales y la región de Languedoc-Rosellón, en la comarca del Rosellón. Tenía 1.168 habitantes en 2010.
Sus habitantes reciben el gentilicio de Montesquivains en francés y de 	Montesquiuencs en catalán.
Administrativamente, pertenece al distrito de Céret, al cantón de Argelès-sur-Mer y a la Communauté de communes des Albères.

## Geografía
Montesquieu-des-Albères limita al norte con el Tech, que actúa de límite con Tresserre y Banyuls-dels-Aspres. Hacia el sur, la comuna se adentra en el macizo de las Albères hasta el pico Saint-Christophe (puig de Sant Cristau), situado a 1.015 metros de altitud. En la mitad norte del territorio (entre el pueblo y el Tech) se cultiva la vid. La vegetación de la mitad sur se compone en su práctica totalidad de maquis y bosque.
La comuna de Montesquieu-des-Albères limita con Le Boulou, Tresserre, Banyuls-dels-Aspres, Saint-Génis-des-Fontaines, Villelongue-dels-Monts, L'Albère y Les Cluses.

## Etimología
En 1992, el municipio recibe el nombre oficial de Montesquieu-des-Albères. Antes se llamaba simplemente Montesquieu, pero no es este nombre el que primero aparece en los documentos históricos. Así pues, el pueblo se llamaba Vilanova en el año 854 (el nuevo terreno, el nuevo pueblo, topónimo muy difundido en Francia y en España), término que será utilizado durante dos o tres siglos más. La grafía Montesquivo aparece en 1093 y sustituye a Vilanova a partir del siglo XII. La forma catalana tradicional, Montesquiu, pasa a ser la corriente en el siglo XIV. 
El término monte designa una altura (no necesariamente muy elevada), o incluso una fortaleza construida a una altura. El adjetivo esquiu significa "esquivo, salvaje", calificativo frecuente para una fortaleza escarpada, difícil de tomar.

## Demografía
| 296 | 333 | 329 | 510 | 753 | 824 |
| Para los censos de 1962 a 1999 la población legal corresponde a la población sin duplicidades (Fuente: INSEE [Consultar]) |     |     |     |     |     |

## Lugares y monumentos
- Vestigios del antiguo castillo de los Montesquieu, que aún son visibles en el corazón del pueblo.
- Iglesia parroquial Saint-Saturnin, iglesia de estilo románico construida a principios del siglo XII y consagrada por el obispo de Elne en 1123.
- Font Vella.
- Canal de irrigación de las Albères.